# Теракт в отеле Pearl Continental
Взрыв в отеле Pearl Continental произошёл 9 июня 2009 года в пакистанском городе Пешавар. По крайней мере 17 человек были убиты и по крайней мере 46 человек ранено. Мощный взрыв вызвал частичное разрушение гостиницы. До теракта США планировали купить здание отеля, чтобы преобразовать его в консульство.
Свидетели и один чиновник службы безопасности заявили, что преступники въехали в гостиницу на грузовике. Они штурмовали гостиницу, совершив несколько выстрелов перед взрывом («большая бомба»), который привел к пожару, охватившему гостиницу. По словам полицейского чиновника Шафката Малика, «взорвалось более 500 кг взрывчатых веществ». Огнём также были повреждены транспортные средства рядом с отелем.
Большинство иностранцев, пострадавших от взрыва, работало в организациях по оказанию помощи вынужденным переселенцам. Среди погибших был сотрудник Управления Верховного комиссара ООН по делам беженцев Александар Воркапич и филиппинский штатный работник ЮНИСЕФ. Три сотрудника ООН из Германии, Сомали, и Великобритании были ранены. Первоначальные сведения о гибели россиянина при взрыве были впоследствии опровергнуты.